# Синяя линия (Стокгольмский метрополитен)
Синяя линия (швед. Blå linjen) — линия метрополитена в Стокгольме. Первый участок линии был закончен к 1975 году. Известна своими станциями, вырубленными в скалах. На линии действуют два маршрута — T10 и T11. Является единственной самостоятельной линией стокгольмского метрополитена.

## Пассажиропоток
Наиболее высокий среднесуточный пассажиропоток на Синей линии наблюдался на станции метро Т-Сентрален (по состоянию на 2013 год).
| №  | Станция             | Среднесуточный пассажиропоток |
| -- | ------------------- | ----------------------------- |
| 1  | Т-Сентрален         | 46 900                        |
| 2  | Фридхемсплан        | 27 200                        |
| 3  | Чиста               | 19 000                        |
| 4  | Сундбюбергс сентрум | 11 500                        |
| 5  | Стадсхаген          | 10 900                        |
| 6  | Сольна-сентрум      | 9 500                         |
| 7  | Вестра скуген       | 8 400                         |
| 8  | Родхусет            | 7 800                         |
| 9  | Тенста              | 7 000                         |
| 10 | Ринкебю             | 6 800                         |
| 11 | Халлонберген        | 6 700                         |

## Пересадки
| Пересадка на линию | Со станции                             |
| ------------------ | -------------------------------------- |
| Красная линия      | Т-Сентрален                            |
| Зелёная линия      | Фридхемсплан Т-Сентрален Гулльмарсплан |

## Маршруты

### T10
- Юльста (Hjulsta)
- Тенста (Tensta)
- Ринкебю (Rinkeby)
- Риссне (Rissne)
- Дувбу (Duvbo)
- Сундбюбергс сентрум (Sundbybergs centrum)
- Сольна странд (Solna strand)
- Хувудста (Huvudsta)
- Вестра скуген (Västra skogen)
- Стадсхаген (Stadshagen)
- Фридхемсплан (Fridhemsplan)
- Родхусет (Rådhuset)
- Т-Сентрален (T-Centralen)
- Кунгстредгорден (Kungsträdgården)

### T11
- Акалла (Akalla)
- Хусбю (Husby)
- Чиста (Kista)
- Халлонберген (Hallonbergen)
- Неккрусен (Näckrosen)
- Сольна-сентрум (Solna centrum)
- Вестра скуген (Västra skogen)
- Стадсхаген (Stadshagen)
- Фридхемсплан (Fridhemsplan)
- Родхусет (Rådhuset)
- Т-Сентрален (T-Centralen)
- Кунгстредгорден (Kungsträdgården)

## Планируемые станции
- Софиа (Sofia)
- Гулльмарсплан (Gullmarsplan) — с пересадкой на зелёную линию.
- Слактхусомродет (Slakthusområdet)
- Хаммарбю каналь (Hammarby Kanal)
- Сиккла (Sickla)
- Йерла (Järla)
- Накка Сентрум (Nacka Centrum)